# Persyn
Persyn is een Nederlandstalige familienaam die vooral in de Vlaamse provincies West- en Oost-Vlaanderen. In 2008 waren er in België iets meer dan 1200 mensen met de familienaam Persyn, in Nederland waren dit er in 2007 slechts 14. Een variant op de familienaam is Persijn, deze komt iets meer voor in Nederland maar is in het algemeen veel minder voorkomend.

## Betekenis
Persyn is een patroniem dat voortvloeit uit een koosnaam van de voornaam Perceval of Pierre.

## Bekende naamdragers
- Jules Persyn (1878-1933), Belgische schrijver
- Karen Persyn (1983), Belgisch skiester
- Peter Persyn (1962), Belgisch Vlaams-nationalistisch politicus
- Willy Persyn (1923-2019), Belgisch burgemeester en senator